# 2e
2eはtwice exceptional（二重に特別）の略であり、二重に特別な人や二重の特別な支援を要する人という意味で、障害（苦手）を持っていて一度特別でありながら、優れた認知能力を持っていたり潜在的に英才（ギフテッド）能力を持っていたりして更にまた特別だという意味である。ここで障害は主に社会、情緒、行動、学習、神経精神分野を指す場合がほとんどであるが、学者ごとに意見を異にすることがある。 2014年、米国のいくつかの英才教育学者は、注意欠陥・多動性障害（Attention Deficit / Hyperactive Disorder）、自閉症スペクトラム障害（Autism Spectrum Disorder）、及び学習障害（Specific Learning Disability）に制限した。 しかし、不安障害、うつ病、トゥレット症候群、強迫性障害などをも包括し得る。Ronksley-Pavia（2015）は、有用な障害と才能の共起概念モデルを示している。教育障害のあるギフテッドとしての2eは、1970年代に漸く世間で重要なものと見做されるようになった。しかし、米国政府は2004年になって漸く特殊教育の必要性を認識したのだが、関連する研究は既に比較的豊富であった。この集団は天才（ギフテッド）集団の約2％〜5％を占め、障害の割合の中でも同様で、大衆の0.06％〜0.1％を占め、つまり１万人に6人から千人に1人の出現率である 。
2eは学習障害とギフテッド（天才）の特性を兼ね備える特殊な集団であり、学業、知性、創造性、リーダーシップ、視覚、空間、または舞台芸術の中で1つ以上の項目が優れていると同時に、明確な知覚障害、学習障害、感情障害、肢体障害、感覚障害、自閉症、または注意欠陥多動性障害などの標準的な障害を持つ 。心身障害人口の3％から5％は2eの特徴を持っている 。その特殊性のため、特殊教育の必要性は1970年代にアメリカの学者によってなされるまで気づかれなかった。当時の米国の特殊教育はギフテッド教育あるいは学習障害教育のいずれかであり、2eのための特殊教育はなかったのである 。この種の人々はアジア社会（台湾など）では21世紀になって初めて認識され重要視されるようになった。

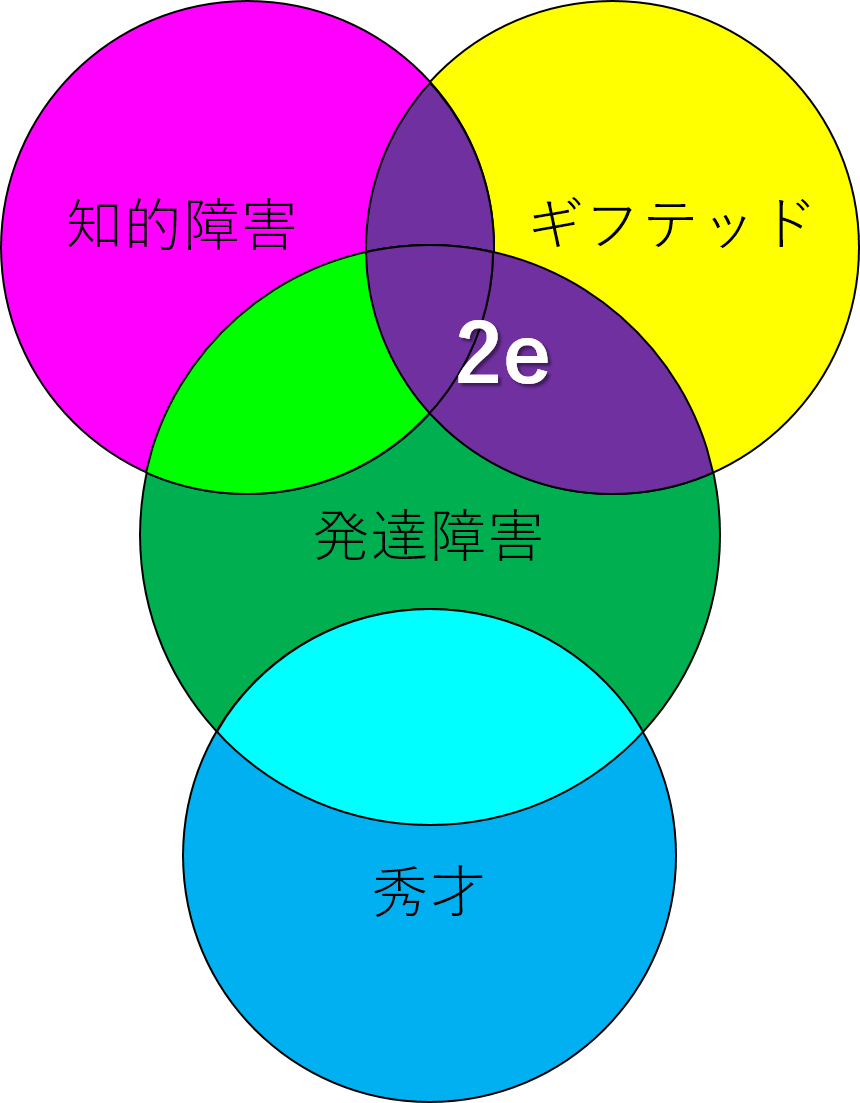
2e(紫)の概念図。ただし各集合が互いに素とは限らない。

## 概要
2eは文字通り「二重に特別」を意味し、1990年代半ばに教育者の用語集に登場し、何らかの学習障害を持つギフテッドを指す。これらの学生は、才能（知能、創造性、知覚、運動など）と障害（特定分野の学習障害、神経発達障害など）との両方の「特別」を併せ持つと見なされる。誰が初めて英単語「twice-exceptional」を作ったのかは確実でない。韓国語で「두번 예외（二度例外）」になった理由は、2015年、최도원がアメリカテッドTedx講演でアスペルガー症候群（DSM-5から自閉スペクトルに病名が変わった）と診断された学生の無限の可能性を明らかにすると同時に、その当時韓国には空前絶後だった2eと、これに関連する両親、教育者のためにジョセフ・レンジュリー博士とスコット・バリー・カウフマン博士のインタビューを韓国語に翻訳したためだ。2eを指す韓国語の用語がないことを知って「두번 예외」と呼び始めた。
2eの子供は、同年齢の同級生と比較して才能がある（ギフテッド）と見なされながら、1つ以上の障害があると正式に診断された子供である。 2eは一般的な障害に対して用いられ得るが、しばしば学習障害のある学生に対して使用される。もっとも研究はこれらの分野に限定されず、2eのより全体的な見方は分野を前進させるのに役立つ。学習に関連する障害には、失読症、視覚・聴覚情報処理障害、強迫性障害、感覚処理障害、自閉症スペクトラム障害、トゥレット症候群、注意欠陥多動性障害が含まれ得る。 2eは、不安やうつ病、または伝統的な環境で効果的に学習する学生の能力を妨げるその他の障害の診断にも関連し得る。例えば、失読症の学生の19％は、口頭での推論において優れた才能を持っていることが発見された。しばしば2eの子供は、教育者や親の多くにとっては逆説として現れる複数の併存障害を持っている。2eの性質と障害は非常に多様であるため、2eの子供達の明確なプロファイルは存在しない。2e的な子供達の間のこの多様性は、彼らがどのくらい存在するかを決定することをすら困難にしている。最良の有病率の推定値は、米国で300,000から360,000の範囲（18歳未満の子供の総数の約0.5％のオーダー ）である。 Gifted Development Center（GDC）のディレクターであるLinda Silverman博士は、GDCでテストされたギフテッドの内全体で1/6が何らかのタイプの学習の違いを持っていることを発見した 。オーストラリアでは、2010年の2eの子供の有病率の控えめな推定値は、約40,000  、つまりオーストラリアのギフテッドの子供の約10％であったが、他の推定値では、これより遙かに高いオーストラリアのギフテッドの子供の30％が2eであるとしている。
2eは障害の名称の前に接頭辞「2e」を伴うことで参照される。例えば、注意欠陥多動性障害に関連する2eは「2e-ADHD」である 。

## 定義
2eは概念的には障害（disability）を持つギフテッドとして定義されるが、その具体的な定義には揺れがある。そもそもギフテッドの定義自体が一意ではなく、国や地域、専門家、文脈によっても変動し得る。日本ではギフテッドは、特定分野に特異な才能のある児童生徒に相当するが、ギフテッド教育が存在しないため、公的な診断基準も存在しない。古典的には高IQだけを以て定義されていたギフテッドは、今日ではIQテストだけで計測できない能力が秀でている場合もギフテッドであるべきと考えられIQだけでは定義されなくなったが、IQが130（σ＝15の場合）を超えていればギフテッドであることは十分確かである（ただし逆は成り立たない）と考えてよい。「知能検査だけではギフテッドかどうかわからない」は必要性への問題点を謳っているのであって決して十分性へ疑問を挿んでいる訳ではなく、知能検査は特性上、実際にはIQ130未満であるにもかかわらず130以上と算出されることはほとんどない一方、逆に実際は130以上なのに130未満と出ることはあるため、検査だけでは判定漏れしてしまい支援を受けられないギフテッドが多い点が問題視されており、また知的領域以外の才能にも目を向ける必要があるという意図である。このIQ130以上というのは数値上は一般に知的障害と見做されるIQ70以下と並び人間の平均的なIQを100とした時±2σの範囲内（即ちIQ70–130、凡そ95.45%）から外れる異常値であり（これは有意水準に相当するといってもよい）、上位約2.3％ile以内、偏差値でいえば70以上に相当する。統計的には人間集団全体を扱う上で無視できる例外であるともいえる。ただし所謂学力に関して同様の数値（偏差値70以上）を取ることが期待されるものでは決してない。学校の学力テストや成績、入学選抜試験に於ける学力は身に付けるべき知識とその運用能力を問うものであって先天的な知能（智能）を問うものでは決してないからである。日本に於いては戦後『智能』が『知能』に書き換えられたように（中国・韓国等ではこの表記はない）、学習によって後天的に習得していく「知識」と基本的に先天的に生まれ持ち生涯伸ばしていく「智能」の概念に混乱が見られる。知能がいくら高くても適切に教育されなければ知識は伸びないし学力も向上し得ない一方、知能水準が普通であっても適切な方法でしっかり学習すれば学力は身に付くため、智能による順位と学力による順位とは一致し得ないしすべきでもない。裏を返せば学業で成功を収めなかったからといってギフテッドであり得ない等という評価は全く妥当ではないのである。
一方、併存している障害も多種多様でその定義や分類にばらつきがあり、更にどの障害まで2eの併存障害に含めるべきかは意見の一致を見ない。身体障害についても意見の分かれるところだが、基本的に身体障害とギフテッド性とは明確に分離できる自明な区分であるため2eに含めようと含めまいと単に言葉使いの問題に帰着するで本記事では深く扱わない。また感情障害（うつ病など）や不安障害といった類の精神障害 (disorder) はどの集団にもありふれている上、ギフテッドはその特性上、精神病を罹患する割合が高く、とりわけ理解の難しい病態ではない。2eの本質は併存が逆説的で周囲から理解されないギフテッド性と相反するような性質の障害を有することであり、端的には発達障害及び随伴障害が問題となる。ところが精神障害の定義と分類は変遷が激しく混乱を極めており、また医学的な定義が日本の法的な障害者の定義と一致しないという問題も内在する。
ギフテッドは高い知能を特徴とする集団であり一般人より速く深く学習することが期待され一見発達障害とは逆の特性のように見えるが、これは併存し得る。ただし発達障害の特徴とギフテッドの特徴に共通点も存在することから、発達障害を伴わない通常のギフテッド、ギフテッドでない発達障害者、2eの発達障害者の区別は難しくまたしばしば混乱される。例えばアスペルガー症候群から古典的な自閉症を含む概念である自閉症スペクトラム障害の患者では、重症の自閉症でしばしば知的障害を伴う一方、軽症のアスペルガー症候群では却って成績良好であることも多いが、だからといって彼らは必ずしも2eであるとは限らず、むしろIQでいえば2σ以内（130以下）の普通の人が障害を有している場合がほとんどである（2σ以内というのは健常者集団に於いても2.3％ほどと少ないのであってアスペルガー症候群で優占するほどIQが向上するという相関データはない）。これは（障害を伴わない）秀才とギフテッド（天才）との差異と同様である。つまり自閉症スペクトラム障害の患者の中にもIQが70未満の者から130超の者まで分布しており（ただしこの分布が必ずしも健常者のそれと一致する訳ではない。）、前者は知的障害を伴う自閉症スペクトラム障害患者、後者はギフテッドの自閉症スペクトラム障害患者（2e-ASD）である、とそれぞれ呼ばれる。この間のIQの人間は通常の自閉症スペクトラム障害患者であり、障害を乗り越え健常者よりよい成績を収めたり秀才となったりすることは当然あり得るのである。一方で古典的には高IQで定義されるギフテッドと低IQで定義される知的障害とは一見併存し得ないように思われるが、独創性のような能力はIQで測定できないようにIQだけで人間の全ての能力を計測するのは不可能なため、ある種の能力は人口の上位数％だがある能力は人口の下位数％であるということは起こり得、知的障害を伴うギフテッドという2eは存在し得る。
単一の障害でなく様々な発達障害や精神障害を重複して持ち得ることも混乱を助長している。またギフテッド性にせよ障害にせよ、これらの程度は連続的なスペクトラム状の値を取り得るため、重症の障害から軽度の障害まで様々であると同時に、IQ130程度のギフテッドから145を超えるようなハイリーギフテッドまで出現し得るので、2eには高い多様性が期待される。また2eとはいえない境界領域の集団も存在するだろう。

### 分類
2eの人々は症状に応じて次のタイプに分類できる。
- 学習障害のある天才（ギフテッド）
- 自閉症のある天才
- 情緒障害・行動障害のある天才
- 知覚統合異常と知覚調節異常のある天才
- 視覚・聴覚処理障害のある天才
- 知的障害のある異能保持者

### 論争
明確でない概念：はっきりと定義された英才（ギフテッド）の概念は存在しない。米国の場合、州ごとに概念が差異があり、学者ごとに意見を異にすることもある。英才という概念と同様に精神病もまた状態を指し示すカテゴリの名称であるため 不正確な上に、ある学者達は更には一先ず障害があるというのは既に英才ではないと主張することもある。

### 2eの科学的概念
2eに関する研究は実運用上の概念化を提唱し、2eは才能と神経発達障害の組み合わせとされる 。技能、創造性、あるいはあらゆる活動分野での優れた潜在能力によって示されるがそれ自体で2eを構成する訳ではなく、この2eという症状は1つまたは複数の障害と組み合わさる必要がある, 。特定の学習障害、言語障害、感情・行動障害、身体障害、自閉症スペクトラム障害、または他の健康障害や神経発達障害など2eの個人に影響を与え得る障害1つ以上と組み合わせられる。この2種類の症状が組み合わさり2eの人々に非常に特異な特性が出現する。2eの存在は、神経発達障害や才能の影響を抑制したり帰結のバランスを相殺したりする。例えば学習障害との2eでは、強い言語能力が障害によって抑制されて、処理速度が遅く作業メモリが限られるために紙に考えを纒めることはより困難になる。この2eの実運用上の概念化は、多くの才能の専門家によって採用されている。

## 生まれた背景
20世紀初頭、米国の英才教育の発展に大きな成果を残したL.S.ホリングワース (Leta Stetter Hollingworth) は、高度な知能を持つ児童を研究しながら、彼らに情緒的な助けを与えることを勧告した。1990年代以来、本格的にアメリカの学界では、創造的かつ独立して考える子供達が情緒・行動及び発達関連精神障害の誤診を受け得ると告発した心理学者及び教育学者達は勿論、実際の教育現場でも、英才判別と障害判別の二つを受ける子供達の生まれながらのこのような現象を巡る研究活動が始まった。一方、カジミェシュ・ドンブロフスキ (Dąbrowski) と彼の弟子M. Piechowskiが継承した過興奮性理論（Overexcitability）と不均衡な発達（Asynchronous Development）が、英才教育に広く受け入れられ、英才の概念が拡大し、多様になり、2eの学生の研究と活動が広がった。

### 誤解された子供たち
Brody and Mills [1997]は、この集団の学生は「全ての特別の中で最も誤解されていると見做し得る」と主張する。この理論を確認するための実証的研究はまだないが、それぞれの状況で、2eの学生の長所は短所を補うのに役立つ一方、短所は子供の長所を覆い隠すという。特別な長所と短所の相互作用は各個人に於いて実行能力との不一致をもたらす。彼らは、教育者であり研究者であるSusan Baum博士により同定された3つのプロファイルのいずれかを呈する可能性がある。
- 聡明だが、十分に努力していない
- 学習障害があるが特別な能力はない
- 平均的である

認知的というより行動的・社会感情的な問題の場合、長所と短所の両方が強化され得る。 2eの学生の成績は通常、同じ科目内で高と低を交互に繰り返す。たとえ高度な語彙やアイデアを持っていてもそれらのアイデアを整理して紙に表現するのに難がある。熟練した芸術家や建築家の才能を有していたとしても意を汲んだり判読するのが厄介あるいは不可能な宿題や課題を提出してくる。課題を完成させても失くしたり提出するのを忘れる。こういった行動を観察している親や教師にとっては、努力を怠っているように見え得る。実際2eの子供たちの多くは、他の子供達を越えてより努力している、とまではいかなくても、同じくらいは努力しているのに、努力の成果を示すことはより少ないのである。他の生徒にとっては簡単に見えるタスクを達成するためのこの苦闘は、2eの子供たちを苛立たせ、不安にし、落ち込ませる。そして学校への熱意とエネルギーを奪い自尊心を傷付けるのである。

## 判別と診断
2eの人々は高いIQを有し、興味を持つ学習に熱心で、多元的知性と高度な創造性を備える一方、気が散りやすく、興奮し過ぎたり、宿題・課題を完遂できないなどの特別なもう一面があり、クラスや学校生活に適応できないなど様々な影響が出る。2eのある生徒を弁別する最も簡単な方法は学校であり、最初の学習結果（成績）は比較的平均的で、相対的には優秀だが、学業のストレスが高まるに連れ苦労を感じ成績が下がり始める。一般人の目には、次のような特徴がある。
- 頭が良いが努力不足である。
- 学習障害（問題）はあっても特別な能力（才能）なんてない。
- 比較的普通レベルである。

しかしながら診断は非常に困難である。例えばスティーブン・パイパー博士は、注意力欠乏過剰行動を示す子供が集中できない場合、子供の注意集中不足で知能検査の遂行に影響を与える可能性があるため、子供の隠された才能が障害によって掩蔽され得るという。これと同様に、どんなにアイデアに優れた学生がいても、難読症があれば、時間制限のある一般的な試験で、その学生の能力が隠れてしまうことになる。実際には、英才診断と障害診断の２つが必要だ。大韓民国には彼らを保護する法的装置がまだない。つまり公教育システム内に彼らのための英才教育はなく、2e学習者として判別を受けることが現実的にあまり役に立たないかも知れない。しかし子供の自信を高めることができ、教育の方向性と方法を肯定的で具体的にすることができるという利点がある。だが、多くの臨床家が英才教育や英才に関する教育を別に受けないことがほとんどであるため、一部の学者は少なくとも英才教育や英才に関心のある臨床家を探すように勧めている。
このように2eは確実に診断できるものではないため、学生を容易に同定できる訳ではない。2eであると同定された子供は、幅広い特徴を示す可能性があり、それらの多くはギフテッドの子供に典型的である。ギフテッドの子供同様、2eの子供はしばしば平均的な子供よりも非同期性が高い（つまり、精神年齢と身体年齢の差が大きい）。感情的及び肉体的環境面でしばしば強烈で非常に敏感である。次の表にこの集団で共通して見られる特徴をまとめた。
| 長所（才能特性）                                         | 短所（障害特性）        |
| -------------------------------------------------------- | ----------------------- |
| *優れた語彙                                              | *社会的スキルの欠如     |
| *先見の明のある見方、自分の意見、良いアイデアと意見/提案 | *批判/評価に非常に敏感  |
| *優れた創造性と問題解決能力                              | *組織的な学習能力の欠如 |
| *極めて強い好奇心と想像力                                | *貧弱な言語表現能力     |
| *課外の広範な趣味                                        | *授業での行動が劣る     |
| *複雑な問題について鋭い洞察力を持っている（観察力）      | *書記表現の困難         |
| *関心のある分野の特別な才能                              | *頑固、偏屈             |
| *ユーモアのセンスが高い                                  | *衝動的になりやすい     |

参考になる2eの特徴
| 長所                                       | 短所                                       |
| ------------------------------------------ | ------------------------------------------ |
| レベルの高い思考と意見                     | 衝動性                                     |
| 語彙力                                     | 作文能力不足                               |
| 高いレベルの創造性と問題解決力             | 社会性が低い                               |
| 強力な好奇心、想像力と根掘り葉掘り聞く傾向 | 批判に非常に敏感に反応する                 |
| 学校正規教育とは関係のない領域に広範な興味 | 勉強方法や整理整頓能力が欠如               |
| 複雑な問題を見抜く洞察                     | 言語能力と実際の遂行の間に大きな差異が残る |
| 狭くて特定の分野で表現する能力             | 一つ以上の科目で低調                       |
| 洗練されたユーモア感覚                     | 頑固で意見や自己主張が強い                 |

| 長所                                       | 短所                              |
| ------------------------------------------ | --------------------------------- |
| - 優れた語彙                               | - 乏しい社会的能力                |
| - 高度なアイデアや意見                     | - 批判に対する高度な感覚          |
| - 高いレベルの創造性と問題解決能力         | - 組織力と学習能力の欠如          |
| - 非常に好奇心が強く、想像力に富み、探求的 | - 口頭と実行能力の不一致          |
| - 学校とは関係のない幅広い興味             | - 1つ以上の学問分野での成績が悪い |
| - 複雑な問題への鋭い洞察                   | - 作文表現の困難                  |
| - 特定の関心分野に夢中になる               | - 頑固で意見の分かれる態度        |
| - 洗練されたユーモアのセンス               | - 高い衝動性                      |

 2eは、子供が学校に通うまで現れないことがよくある。幼少期にはしばしば非常に聡明に見え様々な興味や高度な語彙を持つ（特に同年代の仲間に比して）。そして多くの場合、両親は2eの子供を持ったことに気づかない。教師は時々学校で問題を見つけ、時に親は子供が学校へ欲求不満を持っていることに最初に気づく。初期には社会的困難かもしれない。 2eの子供は友達を作ったり中に入っていくのが難しいと感じるであろう。学術的な問題は後から現れる。事務的処理の需要が増えるに連れ、教師は生徒の成績の低下や能力との不一致を目にすることがあり、問題行動の増加を伴うこともある。2eの生徒の一部は、クラスで発言したり他のリスクを冒したりすることに気が進まずやめてしまう一方、クラスの道化役を演じる者もいる。集中力を維持できず、じっと座ったまま静かに作業するのが難しかったり、怒りや欲求不満を制御するのが難しい人もいる。
かような困難が続く場合、学校職員または保護者は評価が必要であると判断し得る。すると身体検査に加えて、子供達は彼らの苦闘の原因決定のため、心理教育テストを受けることになろう。この過程に参加する専門家は、ギフテッドに精通しておらねばならない。ギフテッドの幾つかの特徴は、学習障害の特徴と非常によく似ていることがあり、ギフテッドの子供達が時々障害と誤診されるからである。評価結果は、子供の長所と短所の領域を示し、何らかの障害あるいは学習障害が存在するのか特定する必要がある。更にこの結果には特定された短所を補い長所を構築するために子供が必要とするものに関する情報が含まれているべきである。生徒の障害より寧ろできること（能力）を教えることで自己概念の点数が上がるのである。

### ADHDギフテッドの児童
ADHDギフテッド（注意力不足過動症英才）は2eの一種でギフテッド (gifted) とADHDを兼ね備える集団である（2e-ADHD）。
ADHDギフテッドの児童は学校で一般に優秀な成績を収めるが行動は極めて未熟である。行動上の問題のため、通常学校の教師の大多数はADHDギフテッドの児童をギフテッドとは認めず、また特別な才能を持っているとも認めない。それどころか学校の教師の大部分は、彼らがイライラし、怒りやすく、反抗的で、失礼な、悪い生徒だと思っている 。彼らは興味のある分野で優れているが、行動や人間関係で常に頭を痛くさせる。このようなネガティブなイメージのため、一般人のADHDギフテッドに対するポジティブな期待と一致せず、往々にして教師をして尽く彼らの潛在的能力を無視せしむるのである。
ADHDギフテッドの児童の体内ではギフテッドとADHDの二重の特別が相互作用するため、簡単には発見されず、親と教師は児童の様々な状況下での学習と行動の様子を注意深く探るべきで、児童が不適切な行動をした時にすぐ否定的なレッテルを貼ってその潛在的能力に影響したりあるいは保護者達が本来持つべき援助とカウンセリングを見失わせることがあってはならない。親は教授法を調整し、適度で明確な希望を与え、子供の不本意な脱線を受け入れるべきだ。ADHDの児童の行動の特性として創造力の発達を助ける。例えば彼らは比較的良い想像力を持っている。 ADHDギフテッドの児童だと分かった後、効果的で専門的な介入とカウンセリングが提供しさえすれば、これらの変わった特性のために彼らは更に違った人生を持ちうるのだ。

## 2eの抱える問題
2eはギフテッドとしての資質と、学習障害などの障害を併せ持つ。このため、ギフテッドとしての問題と障害者としての問題を併せ持ち、更にはこれらが干渉することで、単にそれぞれに特有の問題を越えた2eに特有の新たなる問題も発生し得ることからその評価が必要である。

### ギフテッドとしての問題
ギフテッドは、特定分野に特異な才能のある児童生徒であり、高いIQで参照される突出した知性と精神性を兼ね備えた子供である。彼らは物事を一般人より速やかにそしてより深く広範囲に学び取るのだが、その過程は他人から与えられた既存の方法に従って優秀に学習する秀才とは全く異なるものであり、自らの問題解決能力から編み出された独自の方法によって本質を理解していくため、得られる結論もしばしば極めて独創性に富み、時に常識と照らして周囲から過小評価される傾向にある。また頭の回転が速いが故に一般人からみて論理的な飛躍を感じられることもあり、説明能力や論理性に疑問を持たれる場合もある。そして彼らの有する高い倫理観や正義感、強い博愛精神が災いし、またその過度激動（OE）が目立ち、激しく独特な行動原理によって集団行動を乱すというレッテルを貼られることも多い。これらの特性によって通常学級・一般人集団で浮きこぼれたり馴染めず疎外感・孤独感を感じ続ける場合がある。一方、社会性にも秀でる場合にはこれらの特性を隠し自らの行動を抑制して「普通に」振る舞うことで社会に適応しようと試みる者もいるが、却ってその特徴的な深い感受性によって強い孤独感や疎外感を感じたり、自己嫌悪や自己卑下の如き否定的な感情に苛まれることに繋がる。また発達障害等との鑑別が難しく誤診により不必要・有害な投薬治療を受ける場合もある。適切なギフテッド教育・支援を受けられない場合、折角の才能が伸ばされずに欠点として残存し、社会での居場所がない状況となる。

#### 過度激動（過興奮性、OE）の問題
カジミェシュ・ドンブロフスキはギフテッドに特徴的な過度激動（OE）を精神運動性OE、知性OE、知覚性OE、想像性OE、感情性OEの５つに分けたが、それぞれは彼らの優れた才能の現れであると同時に以下のように様々な副作用をも有し、ハイリー・センシティブ・パーソン（Highly Sensitive Person、HSP）や一見ADHDとも類似する特徴、問題も存在する。またこの能力のため、脳での処理量が多くなり一般人より疲れやすい傾向にある。
精神運動性OE
頭の回転が速過ぎて、夜寝れない、心理的な激しさが動作に現れ体が動き落ち着きがない、早口で会話のテンポが早く話が飛躍した印象を与える。
知性OE
好奇心旺盛、探求心が強く、問題解決を好み、納得がいくまでいつまでも調べたり、授業中に過度に質問を繰り返したりする。
知覚性OE
五感（視覚、聴覚、触覚、味覚、嗅覚）が敏感で感覚刺激に過剰に反応し、普通の光が眩しい、周囲のある種の音が苦手、化学繊維の洋服や服のタグ、縫い目がチクチクして着られない、食物の食感や匂いに敏感で好き嫌いが激しい。
想像性OE
想像力が豊かで、枠にとらわれない自由な発想ができ、独創的なアイデアを生み出す一方、白昼夢を楽しみ、自分の空想の世界に入り込みやすいので、授業中に別のことを考え始め、授業自体には集中できず注意散漫と捉えられ得る。
感情性OE
喜怒哀楽の全ての感情が強く感情の幅も広い上に、ポジティブな感情のみならずネガティブな感情も激しいのが特徴で、周囲が驚くほど激しく喜んだり怒ったりしてヒステリックに映ったり、高い共感力や深い感情移入によって物語に強い悲しみやつらさを感じたり、生活環境の大きな変化に激しい恐怖を抱いたり、強過ぎる自省意識や正義感のせいで自分に厳しくなり過ぎたり、不正や差別、不公平などの不合理に対して強い憤りを感じたりするため、生きづらさを感じる。

#### 完璧主義
ギフテッドは完璧主義に陥りがちで自分の高い理想に追いつかず精神的に問題を抱えることがある。また完璧主義が故に完璧になるまで繰り返し確認することで見かけのパフォーマンスが低下することもある。

### 2eに特有の問題
このように普通のギフテッドに普遍的な問題を2eも当然抱えると共に、2eではその障害面による問題と相互作用し、より大きな問題の様相を呈してくると考えられる。

## 支援
長所は2eの子供達が成功するための鍵である。興味と能力の領域では知的挑戦で成功するからだ。2eの子供達の多くは複数の感覚を使う実践的な学習の機会を提供する仕事が与えられると最善を尽くす。ただしこれらの学生が成功するための要件は、米国の504 planやIndividualized Education Program (IEP) のような正式に、あるいは必要に応じて非公式に提供される支援である。
支援には幾つかの形式があり、本質的な形は激励であるが、他に子供の弱点の領域での補償戦略と適応が含まれる。例えば、2eの学生は、時間管理スキルと整理整頓を学ぶことで恩恵を受けるだろうし、テストと宿題を減らすのに余分な時間を費やさねばなるまい。長所は単に自分の弱点を補う手段と見做されるべきではない。2eの学生の適切な支援は、自分の才能を開花し挑戦することを可能たらしめる順応を含まねばならない。これらの生徒は、自分の弱点のみならず自分の才能にも気づいているように感じることが不可欠であり、さもないと、彼らは前述のような否定的な行動パターンに陥るであろう。要は適切な介入は2e学習者の学問的、及び社会的・感情的ニーズの両方に対処すべきである。
スクールカウンセラーは、2eの生徒を支援するという独特な役割を担う。カウンセラーは、2eに精通していないであろうコミュニティメンバーや教師、その他の学校関係者にとって価値あるリソースとして位置付けられる。 Foley-Nicpon and Assouline（2015）は、2eの学生に関する既存の研究の系統的レビューを実施した。以下は、スクールカウンセラーと教育者が2eの生徒を伴う仕事で使用するために著者らが提唱した証拠に基づく（evidence-basedな）考察の抜粋である。定性的研究ではSchultz（2012）が半構造化面接法を利用し、Advanced Placementあるいは大学単位コースへの2e学生の参加に関する親、教師、カウンセラーの認識を調査した。彼女は2eの学生がこれらのコースで設備を利用することを許可されていない場合があることを発見した。 Foley-Nicpon and Assouline（2015）は設備とIEPが附加的なサービスではなく法的義務であることを教師が理解できるようカウンセラーが助けることでこれらの懸念に対処できると提案している。
2010年、Foley-Nicpon, Doobay, and Assoulineは、自閉症スペクトラム障害（ASD）と診断された2eの学生54人の心理的機能評価を実施するために、子供のための行動評価システム（Behavior Assessment System for Children、BASC-2）を使用した。この結果2eの学生の学問的、社会的、感情的なニーズを完全に理解するためには包括的な評価が重要であると結論付けた。これらの調査結果を踏まえFoley-Nicpon and Assouline（2015）は、スクールカウンセラーが各2eの学生の記録を確認し、治療計画を策定する際に教室の内外で長所と短所の両方を考慮することを提案している。更に、評価が得られていない場合、学生が包括的な評価を提唱するのを支援すべきである。
2012年 Foley Nicpon, Assouline, and StinsonFoley Nicponは、Wechsler Intelligence Scale for Children（WISC-IV）を利用して、ASDを持つ2eの学生52人の認知的及び学術的プロファイルを調査した。彼らの結果は、ASDを持つギフテッドは、非常に高い一般的・言語的または非言語的な能力と同時に記憶や情報処理能力に弱点を持っていると示した。彼らはまた、ASDを持つ2eは、情報を迅速に処理することに対する弱点を含め、達成プロファイルと彼らの能力に有意差と高い能力両方を一般に持っているであろうと発見した 。 Foley-Nicpon and Assouline（2015）は、これらの調査結果を用いて、最も効果的な実践のために、スクールカウンセラーは2eの生徒の能力、洞察の水準及び発達レベルに基づいて概念化と言葉を調整すべきだと示唆した。更に、カウンセラーと教育者は彼らには提示されている情報を処理するのに十分な時間を与えるべきであると。治療法の変更は2eのクライアントにはよりゆっくりと起こるであろう。筆者らはまたカウンセラーは2eの学生の才能の領域内で加速的な機会を推奨または提供することを提案している。
複数の事例研究を通じて2eを探求する記事で、Assouline and Whiteman（2011）は、学習障害のある個人を理解するために存在する2つのアプローチ、つまり連邦法に基づく教育的アプローチ（個別障害者教育法）と、診断基準を通じて決定された学習障害あるいは行動障害の同定に基づく心理的アプローチとを検討している。 Foley-Nicpon and Assouline（2015）はカウンセラーが個人の診断がどのように決定され（幼稚園から高校までの設定で）IEPまたは順応のための 504 planを通じてその個人に与えられた権利を認識するようになったかを理解する必要があると示唆している。カウンセラーは特に正式な教育から移行する際には個人の自己擁護や問題解決能力の発達を促進するための目標を設定すべきである。

## 治療
自閉スペクトラムや英才という人間の種類が別にあるのではなく、状態をいう。したがって、病気と見て完璧な治療をするのではなく、彼らの脆弱な状態が生活の質（QOL）を落とさないように弱点を補完する能力を育てる接近方法が正しい。このために、ほとんどの2eを研究する学者は、学生の長所に重点を置くよう助言する。弱点を直そうと過度に学生の精根を使い果たせば、学ぶこと自体を嫌がるようになる副作用が生じ得るというのが彼らの論理だ。特に障害診断を受けて自信が落ちることがあり、自己概念が毀損される可能性があるため、増して子供が好みよくできる才能を発達させることで、彼らの弱点を補完する方向に導くべきだという。米国の2eの学生達も長所に重点を置いた教育方法が効果的であったと報告した質的研究がある。

## 2e教育
2e教育運動は1970年代初頭の「才能のある障害者 (gifted-handicapped) 」教育から始まったが、この用語は本質的に同じ集団を指す。2e教育アプローチは、2eの学生の固有のニーズに合わせた35年間の研究と最良の実践に裏付けられる。これは特殊教育とギフテッド教育の融合であり、特別支援教育を提供する、長所に基づき分化したアプローチである。才能を伸ばすことが彼らの教育の最も重要な側面であると多くの人が、主張している。2eの生徒に教える時、教育者が避けるべき方法がある。
それでも、多くの親にとって2eの子供達のニーズに合った学校を見附けるのは挑戦だろう。これらの学習者に対する適切なレベルの挑戦と支援を組み合わせたプログラムを備えた公私立の学校は少数派だ。このため、多くの保護者は、ホームスクーリングやバーチャルスクール等、2eの子供向けの代替教育のオプションを選択している。2eの子供向けに特別に調整されたカリキュラムを提供している学校は米国では本の一握りである。一部の公立学校では、2eのための定時制プログラムを提供しており、数学などの科目を自分のペースで進めたり、自分のような他の生徒と出会ったりすることができる。

## ケベックQuébecの2e
ケベック州の教育高等教育省は自身の出版物『Agir pour favoriser la réussite éducative des élèves doués』で才能が障害と共存する可能性があることを認めている 。 2019年から2020年にかけて同省は全ての学生の教育的成功を促進するため才能に直接影響するプロジェクトを承認した 。 Première Seigneuries教育委員会が主導するこのプロジェクトは、2eの小学生への介入を改善するための解決策を見つけることを目的とする 。
2eを有する学生がケベックには2万から3万人いるであろう。しかしながらこの集団の全ての人々がそのように同定されている訳ではない。

### リソース（Québec）
Centre Intégré de Développement de la Douance et du Talent（CIDDT）は、才能を伸ばすためのサービスとリソースを提供しており、複数のギフテッドの専門家がギフテッドと2eに関する論文を発表している。またAssociation Québécoise pour la Douanceの使命は、才能のある個人の育成に貢献し、彼らが潜在能力を最大限に発揮できるようにすることである。特に、才能に関連する科学的知識を徹底的に描くことで、ケベックの人々の意識を高め、才能の専門家を涵養することを目的とする 。

## 参照
- ギフテッド
- 注意欠陥多動性障害
- アスペルガー症候群
- 自閉症
- 学習障害
- 天才
- 知能指数 (IQ)
- 特別教育
- ギフテッド教育
- オルタナティブ教育

1. ↑  Baum; Reis, Sally M.. Twice-Exceptional and Special Populations of Gifted Students (Essential Readings in Gifted Education Series). Corwin
2. ↑  “2E教育とは”.   2E教育フォーラム. 2022年7月6日閲覧。
3. ↑  Sally M. Reis, Susan M. Baum, Edith Burke. “An Operational Definition of Twice-Exceptional Learners”. Gifted Child Quarterly. doi:10.1177/0016986214534976.
4. ↑  National Education Association (2006). The Twice-Exceptional Dilemma. Washington D.C.:NEA
5. 1 2 3  Ronksley-Pavia, Michelle (2015-07-01). “A Model of Twice-Exceptionality” (英語). Journal for the Education of the Gifted 38 (3):  318–340. doi:10.1177/0162353215592499.
6. ↑  Montgomery, 2007
7. ↑  Yewchuk, C. R., & Lupark, J. L. (1993), Gifted handicapped: A desultory duality, In K. A. Heller, F. J. Monks, & A. H. Passow (Eds.), International handbook of research and development of giftedness and talent, pp. 709-725, Oxford: Pergamon
8. ↑  Dawn Beckley, University of Connecticut. “Gifted and Learning Disabled: Twice Exceptional Students”. 2017年7月23日閲覧。
9. ↑  Pfeiffer (2013). Serving the Gifted: Evidence-Based Clinical and Psychoeducational Practice. Routledge
10. 1 2  National Education Association, 2006. The Twice-Exceptional Dilemma.Washington D.C.:NEA.
11. ↑  Abramo, Joseph (June 2015). “Gifted Students with Disabilities "Twice Exceptionality in the Classroom"”. Music Educators Journal 4:  62–69. doi:10.1177/0027432115571367.
12. ↑  Berninger, V. W., & Abbott, R. D. (2013). Differences between children with dyslexia who are and are not gifted in verbal reasoning. Gifted Child Quarterly, 57(4), 223–233.
13. ↑  Baum, S.M.; Owen, S.V. (2004). To be gifted and learning disabled: Strategies for helping bright students with LD, ADHD and more. Mansfield Center, CT: Creative Learning Press
14. ↑  National Association for Gifted Children & Council of State Directors of Programs for Gifted (2011). State of the states in gifted education: National policy and practical data. Washington, DC
15. ↑  "In 2013, there were nearly 74 million children younger than 18 in the United States." ChildTrends Databank: Number of Children. ChildTrends.org, last updated July 2014. Retrieved May 11, 2015.
16. ↑  Silverman, Linda [www.gifteddevelopment.com/What_is_Gifted/learned.htm "What We Have Learned About Gifted Children"],Gifted Development Center, 2012.
17. ↑  Ronksley-Pavia, Michelle (2014). An Empirical investigation of twice-exceptional research in Australia: Prevalence estimates for gifted children with disability (PDF Download Available). Unpublished. doi:10.13140/2.1.1456.4160 2017年10月13日閲覧。.
18. ↑  Munro, DR John (2002-06-01). “Gifted learning disabled students”. Australian Journal of Learning Disabilities 7 (2):  20–30. doi:10.1080/19404150209546698. ISSN 1324-8928.
19. ↑  Centre Intégré de Développement de la Douance et du Talent. “Qu'est-ce que la double exceptionnalité?”. CIDDT.ca. 2021年5月3日閲覧。
20. 1 2  特定分野に特異な才能のある児童生徒に対する学校における指導・支援の在り方等に関する有識者会議 論点整理文部科学省、2021年12月17日
21. 1 2 3  角谷 詩織（上越教育大学大学院学校教育研究科　准教授）. “知能検査とギフティッドの判定”. 2022年5月31日閲覧。
22. ↑  Sternberg; Davidson, Janet E. (2005). Conceptions of Giftedness. Cambridge University Press
23. ↑  Gary A. Davis, Sylvia B. Rimm, Del Siegle (2010). Education of the Gifted and Talented (6th Edition ed.). Pearson
24. 1 2 3 4  Marianne Bélanger (2018年2月11日). “Profil doublement exceptionnel (« twice exceptional ») DOUANCE + Trouble d’apprentissage (TA)” (français). CIDDT.ca. 2021年5月3日閲覧。
25. ↑  Dawn Beckley (1998年). “[https://nrcgt.uconn.edu/newsletters/spring984/# Gifted and Learning Disabled: Twice
Exceptional Students]” (anglais). The National Research Center on the Gifted and Talented (1990-2013). 2021年5月3日閲覧。
26. 1 2  Reis, Sally M.; Baum, Susan M.; Burke, Edith (2014-07-XX). “An Operational Definition of Twice-Exceptional Learners: Implications and Applications” (英語). Gifted Child Quarterly 58 (3):  217–230. doi:10.1177/0016986214534976. ISSN 1934-9041 2021年5月3日閲覧。.
27. ↑  Blank International Center for Gifted Education and
Talent Development (2008) (anglais). The Paradox of Twice-Exceptionality- Packet of Information for Professionals – 2nd Edition (PIP-2) (University of Iowa ed.). Iowa. p. 8
28. ↑  Beth Arky. “Twice-Exceptional Kids: Both Gifted and Challenged” (英語). Child Mind Institute. 2021年5月3日閲覧。
29. ↑  Gary A. Davis, Sylvia B. Rimm, Del Siegle (2010). Education of the Gifted and Talented (6th Edition ed.). Pearson
30. ↑  James T. Webb, Edwards R. Amend, Nadia E. Webb, Jean Goerss, Paul Beljan, F. Rich Olenchak (2004). Misdiagnosis and Dual Diagnoses of Gifted Children and Adults: ADHD, Bipolar, Ocd, Asperger's, Depression, and Other Disorders. Great Potential Press
31. ↑  Susan Baum, Steven Owen (2004). To Be Gifted and Learning Disabled: Strategies for Helping Bright Students with LD, ADHD and More. Prufrock Press
32. ↑  Susan Daniels, Michael M. Piechowski (2008). Living With Intensity: Understanding the Sensitivity, Excitability, and the Emotional Development of Gifted Children, Adolescents, and Adults. Great Potential Press
33. ↑  Brody, L.E.; Mills, C.J. (1997). “Gifted Children with learning disabilities: a review of the issues”. Journal of Learning Disabilities 30 (3):  282–296. doi:10.1177/002221949703000304. PMID 9146095.
34. ↑  Baum, S. & Owen, S. (2004). To Be Gifted & Learning Disabled: Strategies for Helping Bright Students with LD, ADHD, and More. Mansfield Center, CT: Creative Learning Press.
35. ↑  Pfeiffer (2013). Serving the Gifted: Evidence-Based Clinical and Psychoeducational Practice. Routledge
36. ↑  Karen L Ottone-Cross, Susan Dulong-Langley, Melissa M Root, Nicholas Gelbar, Melissa A Bray, Sarah R Luria, Dowon Choi, James C Kaufman, Troy Courville, Xingyu Pan (2016). “Beyond the Mask: Analysis of Error Patterns on the KTEA-3 for Students With Giftedness and Learning Disabilities”. Journal of Psychoeducational Assessment. doi:10.1177/0734282916669910.
37. ↑  Cramond (1994). “Attention-Deficit Hyperactivity Disorder and Creativity — What is the connection?”. The Journal of Creative Behavior. doi:10.1002/j.2162-6057.1994.tb01191.x.
38. 1 2  Higgins, L. D. & Nielsen, M. E. (2000). Responding to the Needs of Twice-Exceptional Learners: A School District and University’s Collaborative Approach. In K. Kay, (Ed.), Uniquely Gifted: Identifying and Meeting the Needs of the Twice-Exceptional Student (pp. 287-303). Gilsum, NH: Avocus Publishing.
39. ↑  Higgins, L. D. & Nielsen, M. E. (2000). Responding to the Needs of Twice-Exceptional Learners: A School District and University's Collaborative Approach. In K. Kay, (Ed.), Uniquely Gifted: Identifying and Meeting the Needs of the Twice-Exceptional Student (pp. 287-303). Gilsum, NH: Avocus Publishing.
40. ↑  Dare, Lynn; Nowicki, Elizabeth Agnes (2015-10-02). “Twice-Exceptionality: Parents' Perspectives on 2e Identification”. Roeper Review 37 (4):  208–218. doi:10.1080/02783193.2015.1077911. ISSN 0278-3193.
41. ↑  Webb, J.T.; Amend, E.R.; Webb, N.E.; Goerss, J.; Beljan, P.; Olenchak, F.R. (2005). The Misdiagnosis and Dual Diagnoses of Gifted Children and Adults: ADHD, Bipolar, OCD, Asperger's, Depression, and Other Disorders. Scottsdale, AZ: Great Potential Press.
42. ↑  Nielsen, M.E.; Mortorff-Albert, S. (1989). “The effects of special education service on the self-concept and school attitude of learning disabled/gifted students”. Roeper Review 12 (1):  29–36. doi:10.1080/02783198909553227.
43. ↑  Leroux ＆ Levitt-Perlman，2000；引自花敬凱，民93，8頁
44. ↑  Hallowell ＆ Ratey，1995；引自花敬凱，民93，12頁
45. ↑  “過度激動(OE)とギフテッド。HSPやADHDに見られる特徴も”. 2022年5月29日閲覧。
46. ↑  “過度激動とはギフテッド・HSPの人などに見られる特徴。事例紹介 ( 2 )”. 2022年6月5日閲覧。
47. 1 2 3 4 5  Foley-Nicpon, M.; Assouline, S. G. (2015). “Counseling considerations for the twice-exceptional client”. Journal of Counseling & Development 93 (2):  202–211. doi:10.1002/j.1556-6676.2015.00196.x.
48. ↑  Schultz, S. M. (2012). “Twice-exceptional students enrolled in advanced placement classes”. Gifted Child Quarterly 56 (3):  119–133. doi:10.1177/0016986212444605 2019年8月14日閲覧。.
49. ↑  Foley-Nicpon, M.; Doobay, A. F.; Assouline, S. G. (2010). “Parent, teacher, and self perceptions of psychosocial functioning in intellectually gifted children and adolescents with autism spectrum disorder”. Journal of Autism and Developmental Disorders 40 (8):  1028–1038. doi:10.1007/s10803-010-0952-8. PMID 20143145.
50. ↑  Foley-Nicpon, M.; Assouline, S. G.; Stinson, R. D. (2012). “Cognitive and academic distinctions between gifted students with autism and Asperger syndrome”. Gifted Child Quarterly 56 (2):  77–89. doi:10.1177/0016986211433199 2019年8月14日閲覧。.
51. ↑  Assouline, S. G.; Whiteman, C. S. (2011). “Twice-exceptionality: Implications for school psychologists in the post–IDEA 2004 era”. Journal of Applied School Psychology 27 (4):  380–402. doi:10.1080/15377903.2011.616576 2019年8月14日閲覧。.
52. ↑  Bölte (2014). “Is autism curable?”. Developmental Medicine & Child Neurology. doi:10.1111/dmcn.12495.
53. ↑  Wallace (2017年3月9日). “The genius in people with learning disabilities, mental health disorders”. CNN 2017年3月23日閲覧。
54. ↑  Willard-Holt; Weber, Jessica; Morrison, Kristen; Horgen, Julia (2013). “Twice-exceptional learners' perspectives on effective learning strategies”. Gifted Child Quarterly.
55. ↑  Maker, C. June (1977). Providing programs for the gifted handicapped. Council for Exceptional Children. OL 4559927M
56. ↑  Baum, S.M.; Owen, S.V. (2004). To be gifted and learning disabled: Meeting the needs of gifted students with LD, ADHD and more. Mansfield Center, CT: Creative Learning Press
57. ↑  Neumann, L. C. (2008). No One Said It was Easy – Challenges of Parenting Twice-Exceptional Children. In M. W. Gosfield, (Ed.), Expert Approaches to Support Gifted Learners: Professional Perspectives, Best Practices, and Positive Solutions (pp. 269-276). Minneapolis: Free Spirit Publishing.
58. 1 2 3  Ministère de l’Éducation et de l’Enseignement supérieur (2020) (français). Agir pour favoriser la réussite éducative des élèves doués. Québec. p. 24 et 29. ISBN 978-2-550-77696-3
59. ↑  Centre Intégré de Développement de la Douance et du Talent. “Qu'est-ce que la double exceptionnalité?”. CIDDT.ca. 2021年5月3日閲覧。
60. ↑  Centre intégré de développement de la douance et du talent. “CIDDT : Centre intégré de développement de la douance et du talent” (フランス語). CIDDT.ca. 2021年5月3日閲覧。
61. ↑  Association Québécoise pour la Douance. “Comprendre. Sensibiliser. Former.” (フランス語). aqdouance.org. 2021年5月3日閲覧。